# 牧口義矩
牧口 義矩（まきぐち よしのり、旧字体：牧口 義矩󠄁、1876年12月12日 - 1957年4月1日）は、日本の政治家。衆議院議員（2期）。

## 経歴
新潟県刈羽郡荒浜村（現柏崎市荒浜）で、回船業牧口義方の長男として生まれた。慶應義塾で学ぶ。荒浜村長、刈羽郡会議員、同参事会員、同議長、同教育会長、直江津米穀取引所理事長、柏崎銀行取締役を務めた。
1912年の第11回衆議院議員総選挙において新潟県郡部から立憲国民党公認でで立候補したが落選した。1917年の第13回衆議院議員総選挙では憲政会公認で立候補して当選した。1920年の第14回衆議院議員総選挙では新潟9区から立候補して再選。衆議院議員を2期務め、1924年の第15回衆議院議員総選挙には立候補しなかった。1957年に死去した。

## 親族
- 父：衆議院議員 牧口義方
- 姉：ツネ (二宮傳右衞門妻、孫娘洪は中野財閥当主中野貫一孫孝次妻、二女セイは衆議院議員大滝伝十郎長男傳昌妻)
- 妹：小磯馨子（小磯國昭の妻）[8]
- 妻：チヨ （貴族院議員 市島徳治郎長女)